# Клино
Вижте пояснителната страница за други значения на Клиново.
Клино или Клиново (на гръцки: Κλεινό), Κλινοβό, Клиново) е село в Пинд, дем Метеора на област Тесалия. Населението му е 422 души. До 2011 г. е център на дем.

## История
От Клиново е родом вселенският патриарх Матей II, на три пъти такъв в края на 16 и началото на 17 век. От селото е родом Паисий Тесалиец, пловдивски митрополит (1818-1821) непосредствено преди избухването на гръцкото освободително въстание.